# Yevhen Konoplyanka
Yevhen Olehovych Konoplyanka (tiếng Ukraina: Євген Олегович Коноплянка; sinh ngày 29 tháng 9 năm 1989) là một cầu thủ bóng đá chuyên nghiệp người Ukraina chơi ở vị trí tiền vệ cánh cho câu lạc bộ  CFR Cluj tại Liga I.
Anh ấy bắt đầu sự nghiệp chuyên nghiệp của mình tại Dnipro Dnipropetrovsk, nơi anh ấy ra mắt vào năm 2007 và góp mặt trong 211 trận đấu trên tất cả các cuộc thi, ghi 45 bàn và giúp họ vào Chung kết UEFA Europa League 2015. Sau đó, anh chuyển đến đội bóng đã thắng trận đấu đó,Sevilla FC, dưới dạng chuyển nhượng tự do và giành được UEFA Europa League trong mùa giải duy nhất của anh ở Tây Ban Nha trước khi gia nhập FC Schalke 04, ban đầu được cho mượn.
Một quốc tế đầy đủ kể từ năm 2010, Konoplyanka đã kiếm được ra sân hơn 80 lần cho Ukraina và ghi được 21 bàn thắng quốc tế. Anh chơi cho Ukraina ở Euro 2012 và Euro 2016, và là Cầu thủ xuất sắc nhất năm của Ukraina.

## Thống kê sự nghiệp

### Bàn thắng quốc tế
| #  | Ngày                 | Địa điểm                                                       | Trận đấu | Đối thủ      | Bàn thắng | Kết quả | Giải đấu                      |
| -- | -------------------- | -------------------------------------------------------------- | -------- | ------------ | --------- | ------- | ----------------------------- |
| 1  | 29 tháng 5 năm 2010  | Sân vận động Ukraina, Lviv, Ukraina                            | 2        | România      | 2–2       | 3–2     | Giao hữu                      |
| 2  | 17 tháng 11 năm 2010 | Sân vận động Genève, Genève, Thụy Sĩ                           | 6        | Thụy Sĩ      | 2–2       | 2–2     | Giao hữu                      |
| 3  | 2 tháng 9 năm 2011   | Sân vận động Metalist, Kharkiv, Ukraina                        | 10       | Uruguay      | 2–1       | 2–3     | Giao hữu                      |
| 4  | 11 tháng 11 năm 2011 | Sân vận động NSC Olympiyskiy, Kiev, Ukraina                    | 14       | Đức          | 2–0       | 3–3     | Giao hữu                      |
| 5  | 29 tháng 2 năm 2012  | Sân vận động HaMoshava, Petah Tikva, Israel                    | 16       | Israel       | 2–0       | 3–2     | Giao hữu                      |
| 6  | 11 tháng 9 năm 2012  | Sân vận động Wembley, Luân Đôn, Anh                            | 24       | Anh          | 1–0       | 1–1     | Vòng loại World Cup 2014      |
| 7  | 7 tháng 6 năm 2013   | Sân vận động Thành phố Podgorica, Podgorica, Montenegro        | 28       | Montenegro   | 2–0       | 4–0     | Vòng loại World Cup 2014      |
| 8  | 6 tháng 9 năm 2013   | Arena Lviv, Lviv, Ukraina                                      | 30       | San Marino   | 5–0       | 9–0     | Vòng loại World Cup 2014      |
| 9  | 9 tháng 6 năm 2015   | Sân vận động Linzer, Linz, Áo                                  | 44       | Gruzia       | 2–0       | 2–1     | Giao hữu                      |
| 10 | 15 tháng 6 năm 2015  | Arena Lviv, Lviv, Ukraina                                      | 45       | Luxembourg   | 3–0       | 3–0     | Vòng loại Euro 2016           |
| 11 | 5 tháng 9 năm 2015   | Arena Lviv, Lviv, Ukraina                                      | 46       | Belarus      | 3–0       | 3–1     | Vòng loại Euro 2016           |
| 12 | 29 tháng 5 năm 2016  | Sân vận động Olympic Grande Torino, Torino, Ý                  | 52       | România      | 1–3       | 3–4     | Giao hữu                      |
| 13 | 3 tháng 6 năm 2016   | Sân vận động Atleti Azzurri d'Italia, Bergamo, Ý               | 53       | Albania      | 3–1       | 3–1     | Giao hữu                      |
| 14 | 11 tháng 6 năm 2017  | Sân vận động Ratinan, Tampere, Phần Lan                        | 63       | Phần Lan     | 1–0       | 2–1     | Vòng loại World Cup 2018      |
| 15 | 10 tháng 11 năm 2017 | Arena Lviv, Lviv, Ukraina                                      | 68       | Slovakia     | 2–1       | 2–1     | Giao hữu                      |
| 16 | 3 tháng 6 năm 2018   | Sân vận động Camille Fournier, Évian-les-Bains, Pháp           | 72       | Albania      | 1–0       | 4–1     | Giao hữu                      |
| 17 | 3 tháng 6 năm 2018   | Sân vận động Camille Fournier, Évian-les-Bains, Pháp           | 72       | Albania      | 4–1       | 4–1     | Giao hữu                      |
| 18 | 6 tháng 9 năm 2018   | Sân vận động bóng đá Thành phố, Uherské Hradiště, Cộng hòa Séc | 73       | Cộng hòa Séc | 1–1       | 2–1     | UEFA Nations League 2018–19 B |
| 19 | 16 tháng 11 năm 2018 | Sân vận động Antona Malatinského, Trnava, Slovakia             | 77       | Slovakia     | 1–2       | 1–4     | UEFA Nations League 2018–19 B |
| 20 | 7 tháng 6 năm 2019   | Arena Lviv, Lviv, Ukraina                                      | 81       | Serbia       | 3–0       | 5–0     | Vòng loại Euro 2020           |
| 21 | 7 tháng 6 năm 2019   | Arena Lviv, Lviv, Ukraina                                      | 81       | Serbia       | 5–0       | 5–0     | Vòng loại Euro 2020           |